# Wells Fargo Center (Los Ángeles)
Wells Fargo Center es un complejo de rascacielos situado en downtown Los Ángeles, California, que comprende Wells Fargo Tower y KPMG Tower unidas por un atrio de cristal de tres plantas. El proyecto recibió el Premio al Edificio de Oficinas del Año de la Building Owners and Managers Association (BOMA)  en 1986–1987 y 2003-2004, así como muchos otros. El Museo de Historia de Wells Fargo se sitúa en el centro.

## Wells Fargo Tower
Wells Fargo Tower (Torre I), con 220 m (722 pies) es el edificio más alto del complejo. Tiene 54 plantas y es el séptimo edificio más alto de Los Ángeles y 92.º más alto de Estados Unidos. Cuando abrió en 1983, era conocido como Crocker Tower, con el nombre del banco de San Francisco Crocker National Bank. Crocker se fusionó con Wells Fargo en 1986.
Durante la construcción inicial apareció en la película de 1983 Blue Thunder, y las plantas superiores no estaban completadas durante la grabación, por lo que el personaje de Roy Scheider disparó a un helicóptero que lo perseguía desde la incompleta última planta.[cita requerida]
Principales ocupantes
- Wells Fargo Bank (Plantas 1,5,7,9,11,12)
- Gibson, Dunn & Crutcher (Plantas 44–53)
- Dewey & LeBoeuf (Planta 26)
- Oaktree Capital Management (Plantas 23-25, 27–30)

## KPMG Tower
KPMG Tower (Torre II) tiene 171 m (561 pies), y fue completada en 1983 con 45 plantas. Es el 16º edificio más alto de la ciudad.
Principales inquilinos
- Latham & Watkins (Plantas 1–11,14)
- Bingham McCutchen (Plantas 42–45)
- KPMG (Plantas 18,20–23)
- Munger, Tolles & Olson (Plantas 34–39)

## Fredric Jameson
El crítico cultural Fredric Jameson usó al Crocker Bank Centre Centre (como se llamaba entonces) de Skidmore, Owings and Merrill como un ejemplo de lo que él ve como la "falta de profundidad" de la arquitectura posmoderna y, de un modo más general, de la superficialidad de la teoría posmoderna y posestructuralista:

Ni es esta falta de profundidad solamente metafórica: puede ser experimentada física y literalmente por cualquiera que, subiendo lo que era la colina del faro de Raymond Chandler desde los grandes mercados Chicano en Broadway y la Cuarta Calle de downtown Los Ángeles, de pronto se encara con el gran muro independiente del Crocker Bank Center (Skidmore, Owings and Merrill) – una superficie que parece que no está soportada por ningún volumen, o cuyo supuesto volumen (¿rectangular, trapezoidal?) es ocularmente indecidible. Esta gran lámina de ventanas, con su bidimensionalidad que desafía la gravedad, transforma momentáneamente el sólido terreno en el que subimos en el contenido de un esteoroscopio, formas de cartón perfiladas aquí y allá alrededor de nosotros. Desde todos los lados, el efecto visual es el mismo: tan fatídico como el gran monolito en 2001:Una odisea en el espacio de Kubrick, que se enfrenta a sus espectadores como un destino enigmático, una llamada a la mutación evolutiva. Si este nuevo downtown multinacional ... abolió el antiguo tejido urbano en ruinas al que sustituyó violentamente, no puede decirse algo similar sobre la manera en la que está extraña nueva superficie en su propia manera imperativa reproduce nuestros sistemas antiguos de percepción de la ciudad de alguna manera arcaica y sin propósito, sin ofrecer otro en su lugar?
Postmodernism, or The Culture of Late Capitalism, Fredric Jameson

## Más información
- Cameron, Robert (1990). Above Los Angeles. San Francisco: Cameron & Company. ISBN 0-918684-48-X.